# Acura RSX
Acura RSX — компактный спортивный автомобиль, производившийся корпорацией Honda. Является аналогом Honda Integra четвёртого поколения и выпускался с 2002 по 2006 год. Продавался на североамериканском рынке в двух комплектациях: «базовом» и «Type-S» (в Канаде было три версии).

## Базовая комплектация (base) / Premium в Канаде

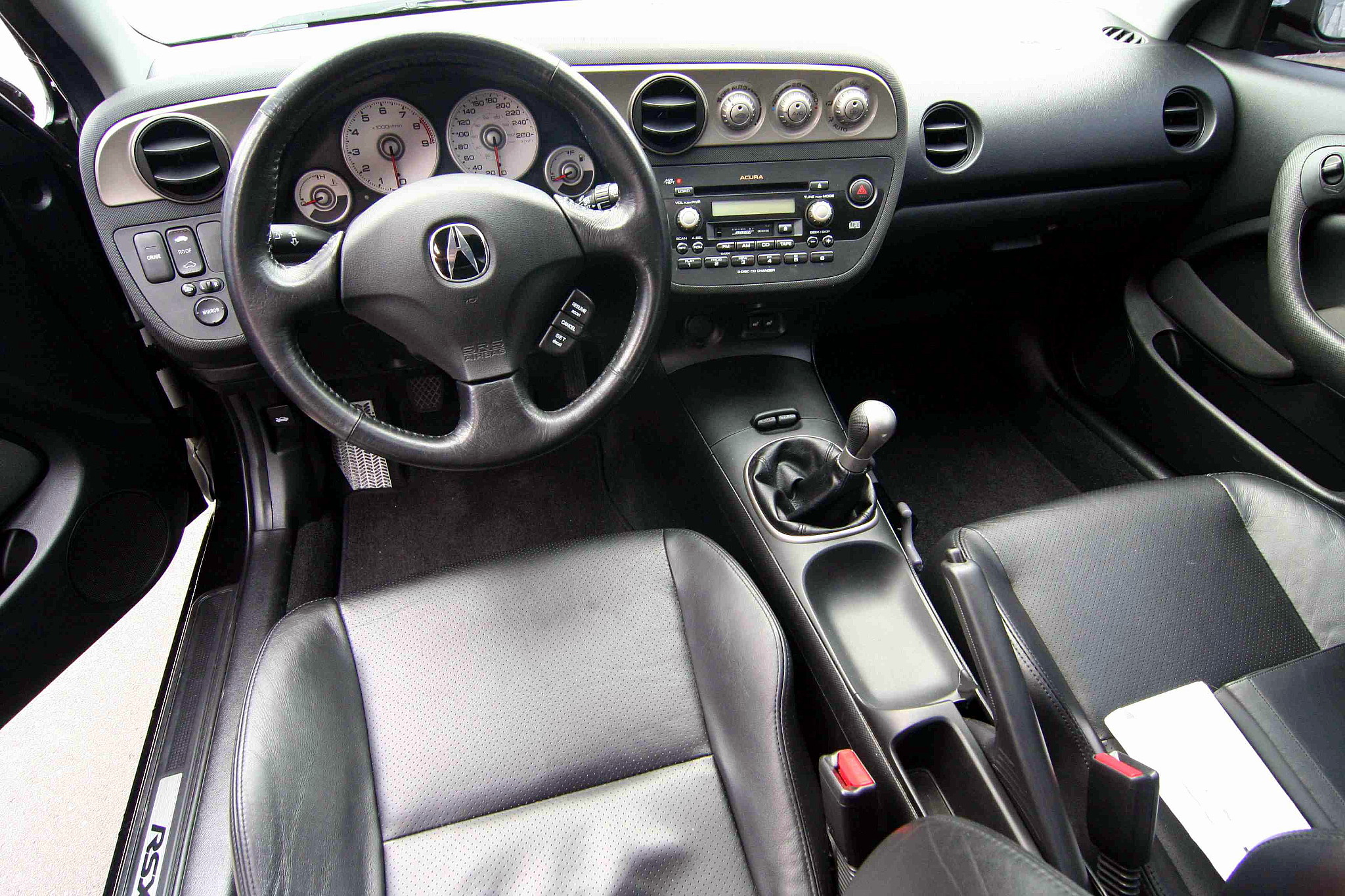
Интерьер Acura RSX

В базовой комплектации, автомобиль оснащался двухлитровым i-VTEC мотором мощностью в 162 л.с. на 6500 об/мин, 5-скоростной механической или автоматической коробкой передач, тканевыми сиденьями (кожа опционально), CD плеером, Bose акустикой, люком, климат-контролем, круиз-контролем и противоугонной системой. Базовая комплектация предлагаемая в Канаде, не предусматривала установку люка и кожаных сидений.
Кроме того, для внутреннего рынка в Японии производятся 2 комплектации аналога Acura RSX - Honda Integra DC5.
Type S Premium Style помимо кожаных сидений отличается повышенным передаточным числом скоростей КПП.

## Type-S
В этой комплектации, автомобиль оснащался более мощным мотором мощностью 203 л.с. на 7800 об/мин, 6-скоростной механической КПП со сближенными передаточными числами, перфорированными кожаными сиденьями, Bose акустикой с сабвуфером и CD-changer’ом на 6 дисков. Всё остальное аналогично базовой комплектации.

## Платформа
При разработке RSX, Honda создала абсолютно новую платформу, вместо усовершенствования существующей, на тот момент, Integra/Civic платформы. Это новое шасси было так же использовано в Civic 2001 года. В новой платформе, использована подвеска McPherson спереди и двухрычажная подвеска сзади, что было негативно воспринято поклонниками существующей платформы с двумя двухрычажными подвесками на обеих осях.

## Технические характеристики
Новые моторы К серии показали более высокий потенциал к тюнингу, чем старые моторы B серии, и потому завоевали популярность среди знатоков. 
В базовой комплектации автомобиль оснащается 5-скоростной механической КПП, либо автоматической КПП с возможностью ручного переключения передач. Для Type-S предлагается 6-скоростная механическая КПП со сближенными передаточными числами.
В 2005 году Acura RSX была модернизирована: изменилось оформление передка, мощность модели выросла до 210 л. с.

## Комплектации
_
2.0 АТ 160л.с; Автомат
2.0 МТ 160л.с; Механика
2.0.МТ 203л.с; Механика
2.0 МТ 212л.с; Механика

## Замена
В 2007 году Honda прекратила производство Acura RSX и таким образом RSX стала последней моделью ценового диапазона до $25,000 в ассортименте Acura. Для молодых людей, основных покупателей этого класса машин, предлагается более дешёвый Honda Civic SI. С 2007 года Acura предлагает спорткупе TSX, более мощный, роскошный и дорогой автомобиль, ориентированный на другой сегмент рынка.

## Продажи
| Год  | США    |
| ---- | ------ |
| 2001 | 16,401 |
| 2002 | 30,117 |
| 2003 | 24,292 |
| 2004 | 21,940 |
| 2005 | 20,809 |
| 2006 | 16,996 |